# Коллонтаевский мост
Коллонтаевский мост — автомобильный мост через реку Азовка, в городе Азов. Расположен в створе Коллонтаевского переулка. Соединяет город с рекреационной зоной, расположенной на правом берегу реки.
Мост пятипролетный железобетонный балочный. Общая длина моста составляет 80 м, ширина — 11 м, в том числе 8 м проезжая часть.
В генеральном плане города прибрежная зона вдоль левого берега реки зарезервирована под набережную, которая должна соединить пешеходным маршрутом подвесной и Колонтаевский мосты.

## Галерея

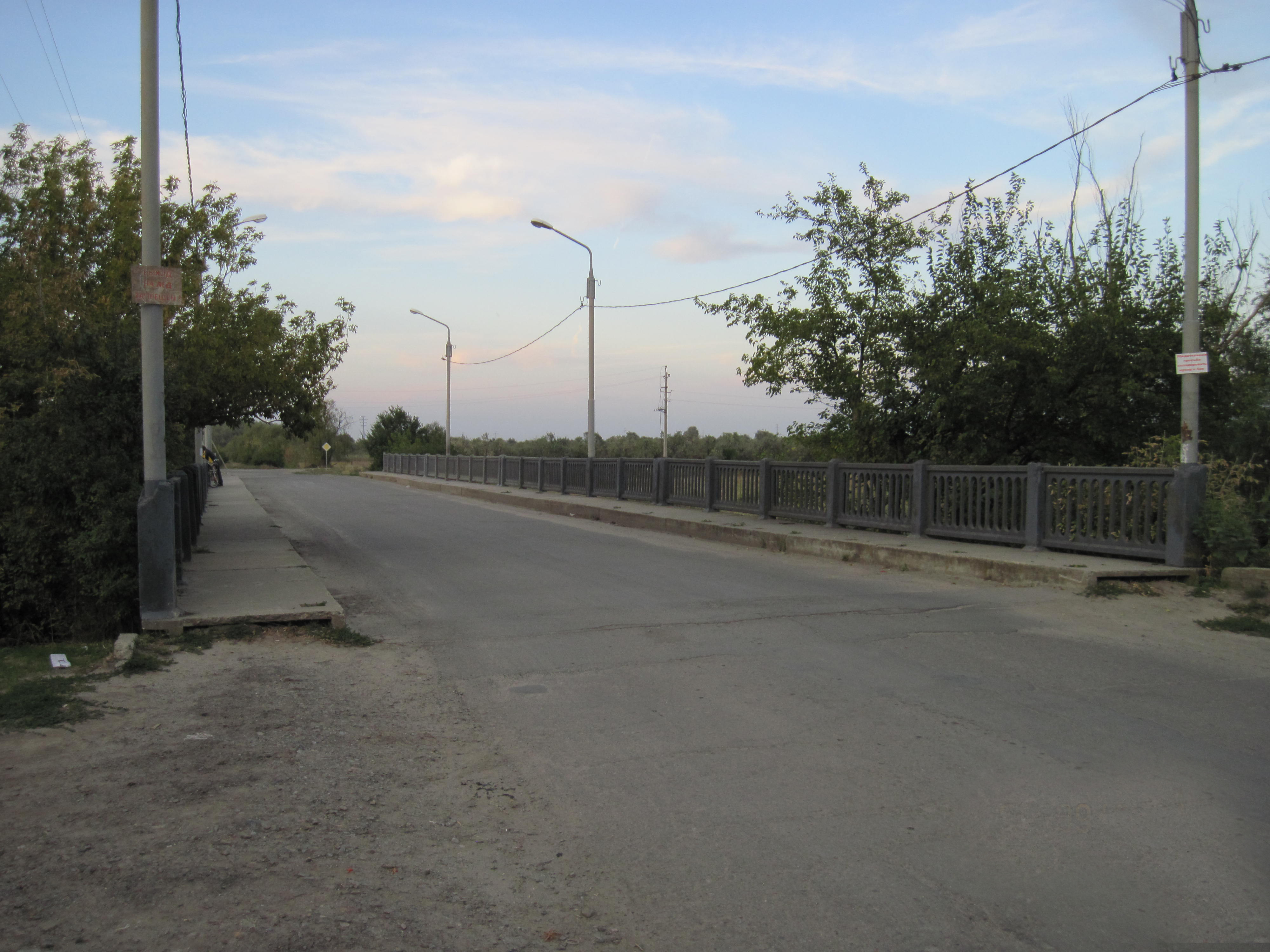
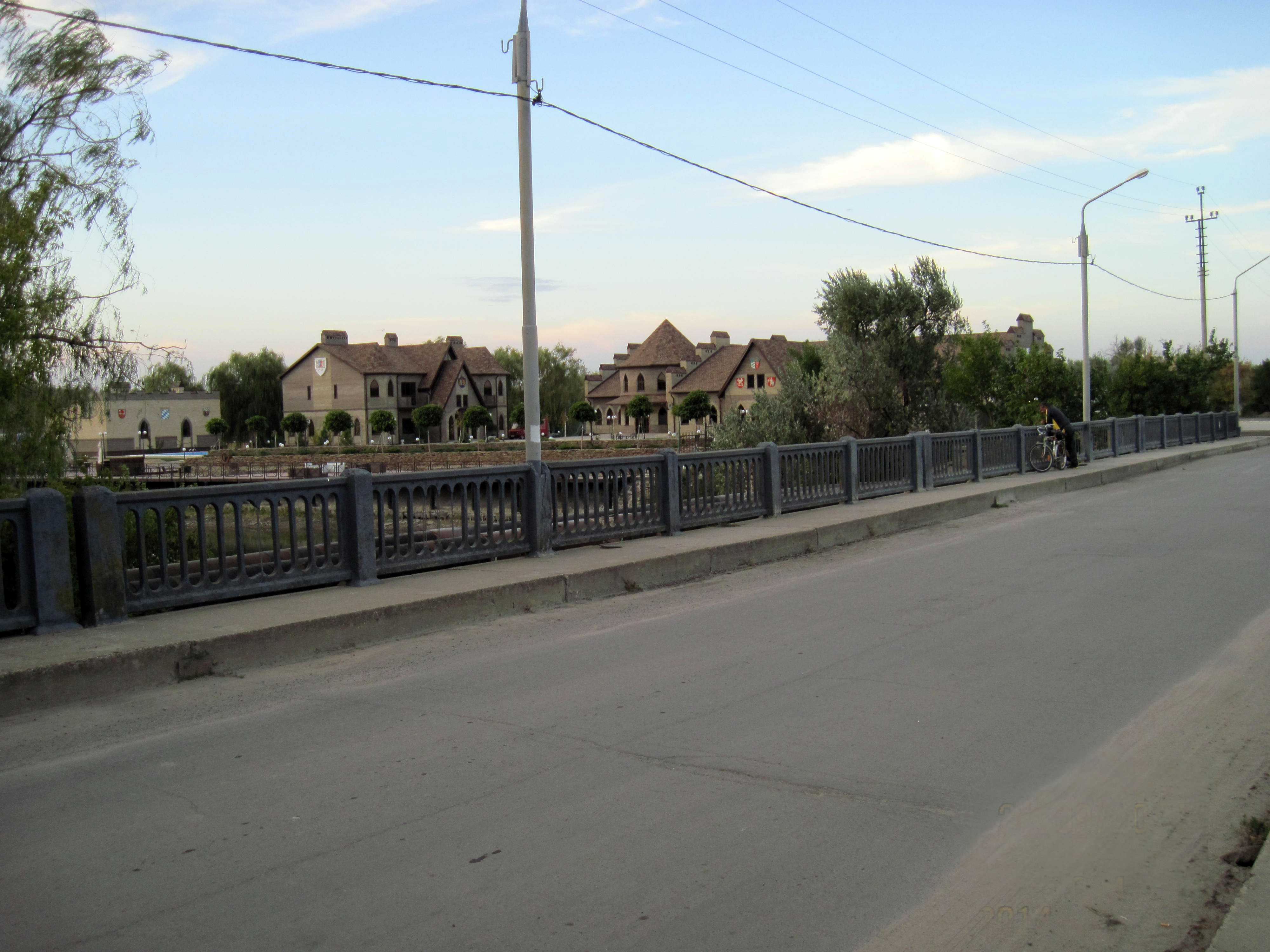
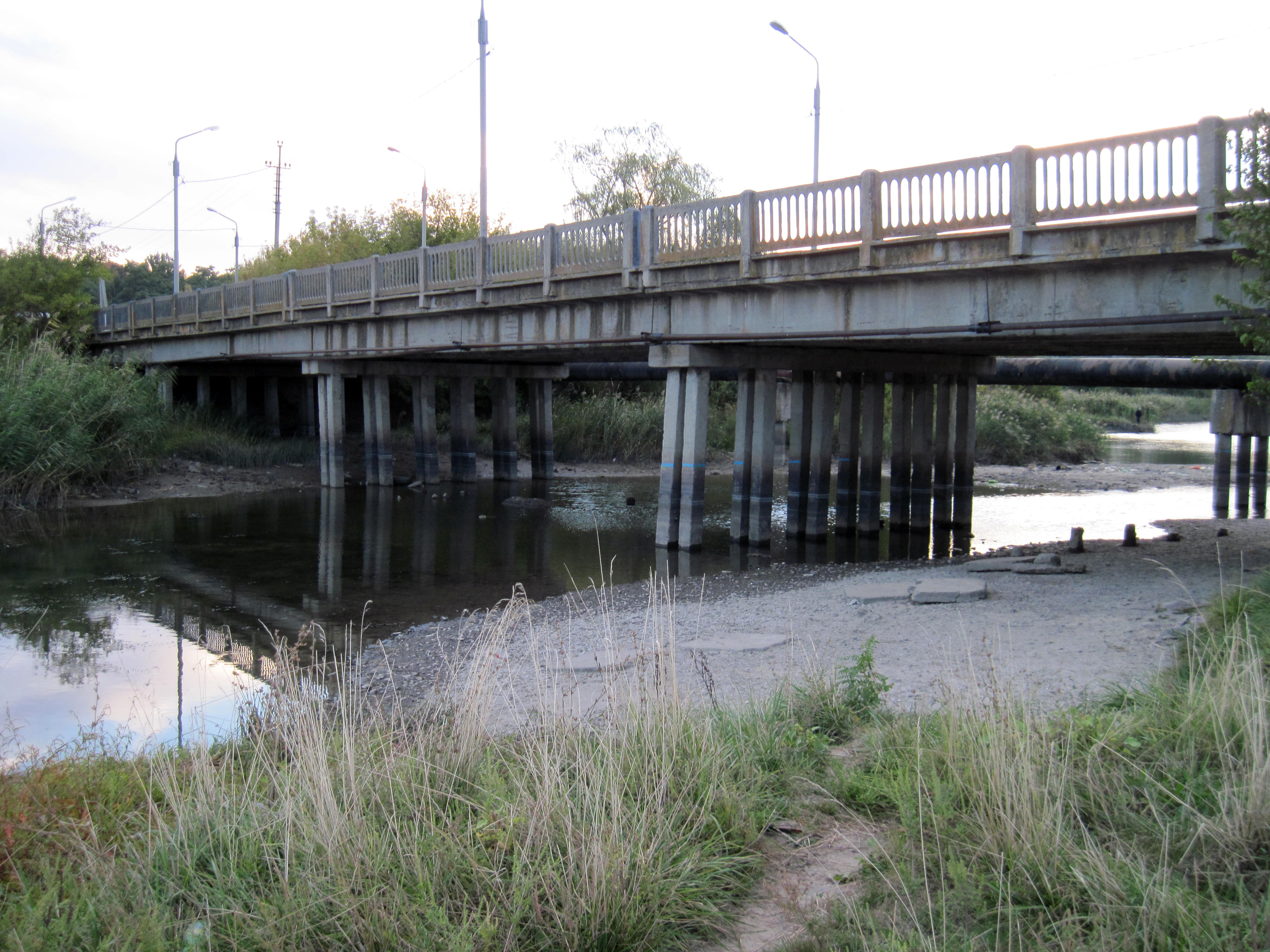
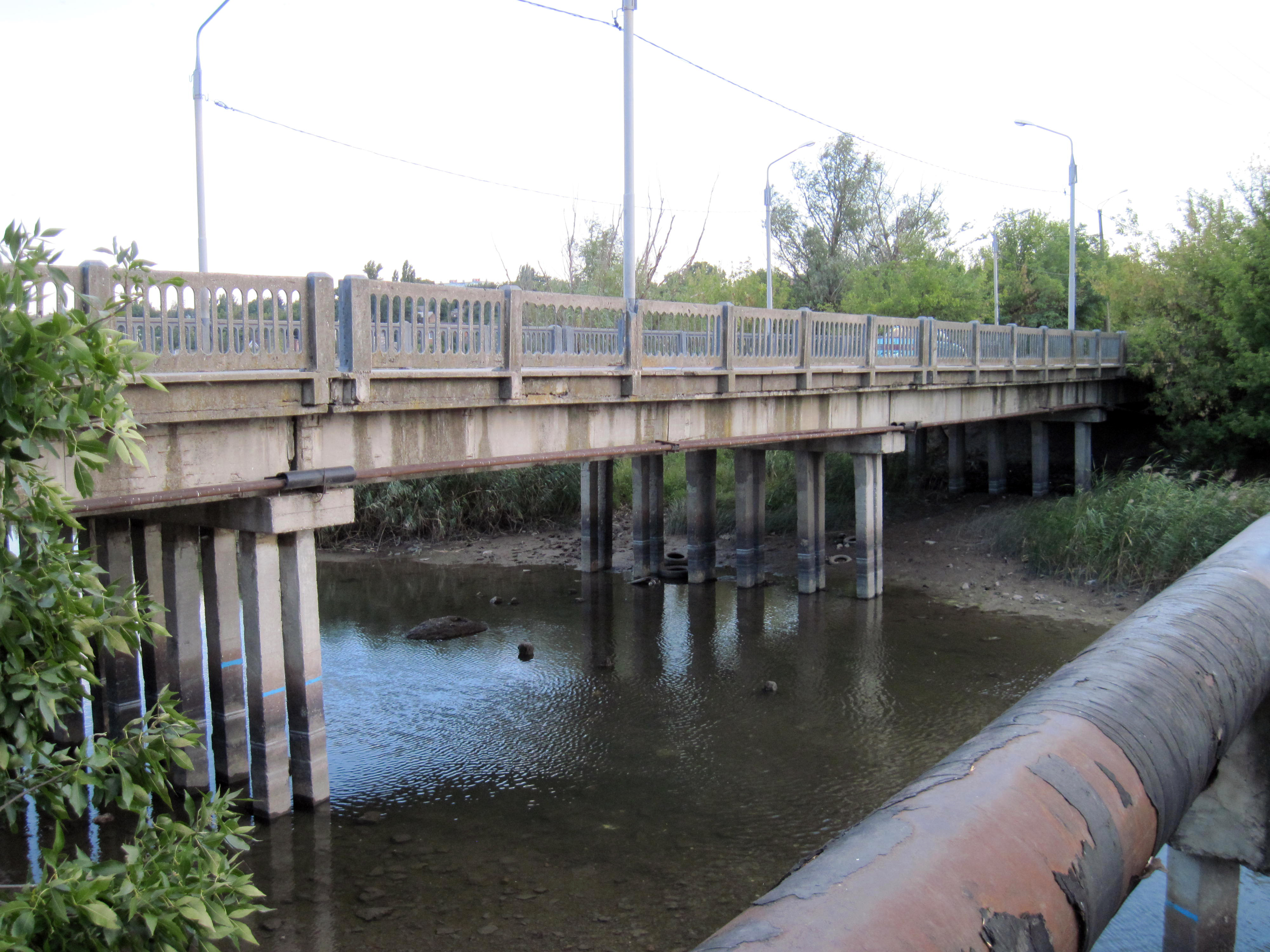